# Eragrostis lugens
Eragrostis lugens är en gräsart som beskrevs av Christian Gottfried Daniel Nees von Esenbeck. Eragrostis lugens ingår i släktet kärleksgrässläktet, och familjen gräs. Inga underarter finns listade i Catalogue of Life.

## Bildgalleri

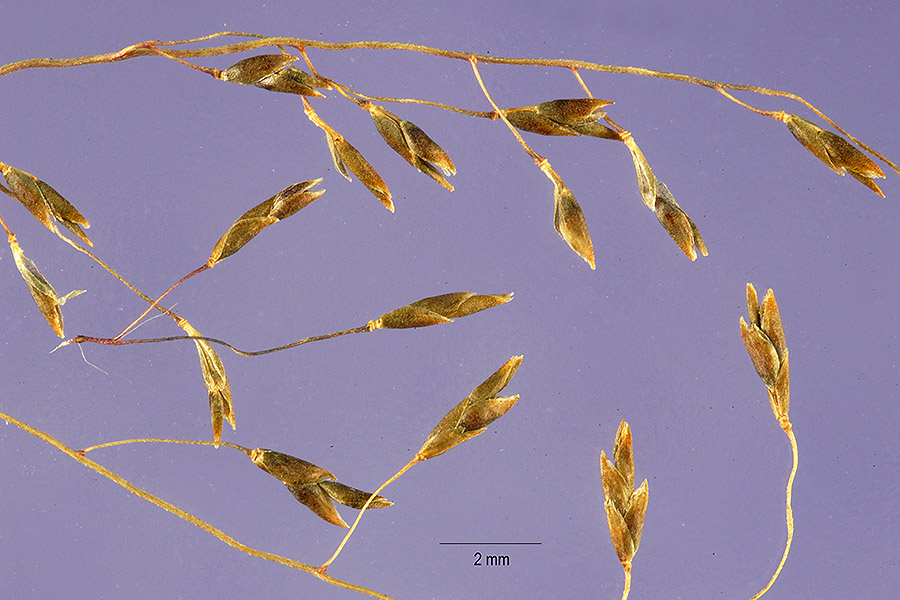
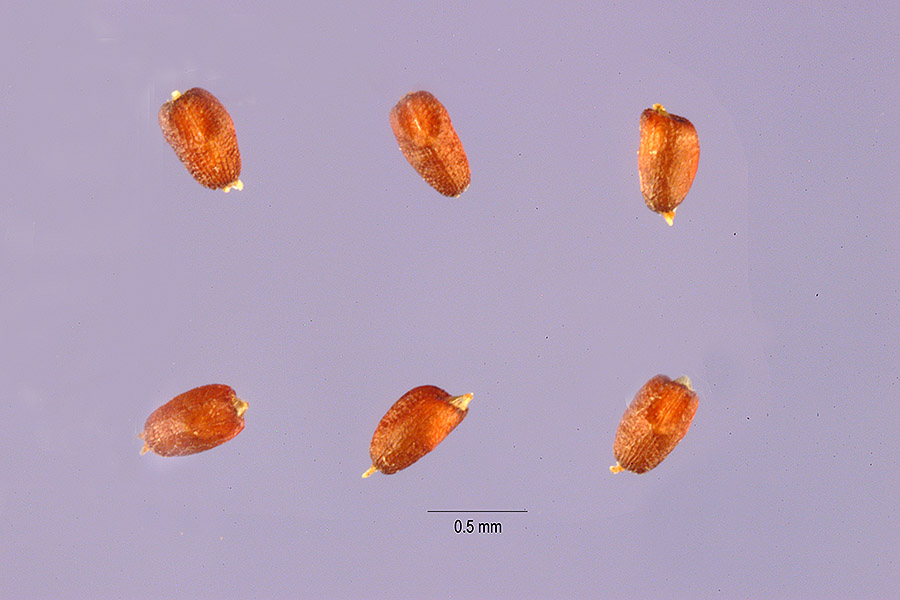
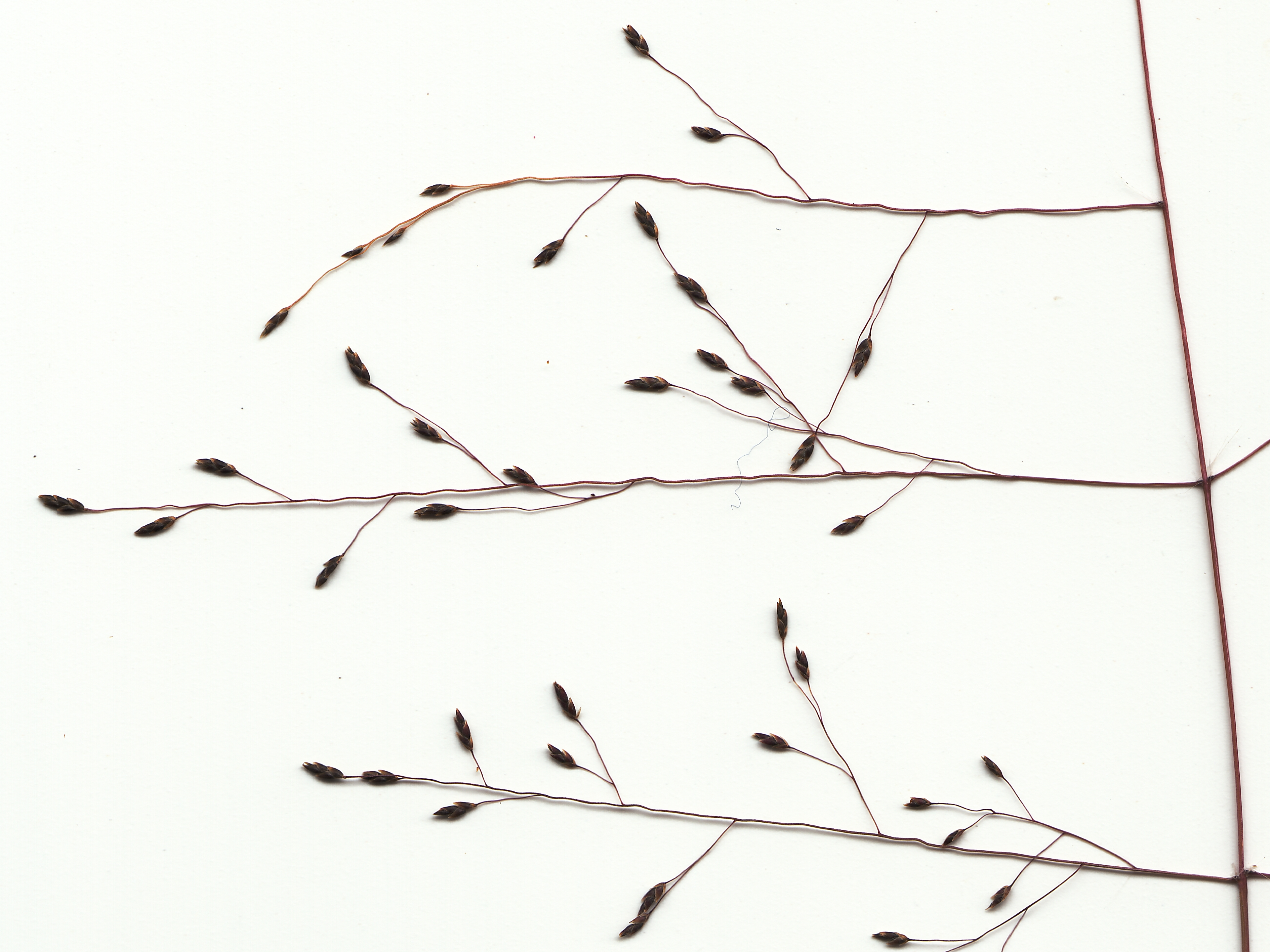